# Pistolet Mauser HSc
Mauser HSc – pistolet samopowtarzalny kalibru 7,65 x 17 mm Browning, konstrukcji niemieckiej, z okresu II wojny światowej.

## Historia
W 1929 roku firma Mauser została zaskoczona pojawieniem się na rynku cywilnym broni strzeleckiej nowego, bardzo konkurencyjnego, pistoletu PP firmy Carl Walther Waffenfabrik. Broń ta działała na zasadzie odrzutu swobodnego zamka, miała zewnętrzny kurek, a przede wszystkim posiadała mechanizm samonapinania, co umożliwiało strzelanie równie szybkie jak z rewolweru. Na skutek militaryzacji Niemiec, w 1933 roku jego krótszy wariant PPK uzyskał masowy zbyt na potrzeby formacji paramilitarnych.
Rozwiązania Walthera były chronione patentami i inne firmy musiały szukać własnych rozwiązań. Początkowo Mauser wypuścił na rynek pistolet Mauser M1914/34, będący modernizacją starego modelu Mauser M1914. Liczba zamówień ciągle jednak spadała. Powołano wtedy w 1933 roku zespół pod kierunkiem młodego inżyniera Alexa Seidela we współpracy z szefem działu pistoletowego Josefem Nicklem. Seidl skonstruował pistolet nazwany Hahnpistole-Selbstspanner (w skrócie HS). Oznacza to "pistolet kurkowy, samonapinający". Początkowo prowadzono prace nad zunifikowaną rodziną pistoletów z krótkim odrzutem lufy, ryglowanej przez obrót, według projektu Nickla, na nabój 7,65 mm oraz na wojskowy nabój 9 mm Parabellum, z przeznaczeniem dla wojska. Prace nad nowym pistoletem trwały długo, a jego koncepcje się zmieniały. Ostatecznie model z krótkim odrzutem lufy (HSV 36) został w 1937 odrzucony przez wojsko (przegrał z Waltherem P38) i prowadzono dalej prace tylko nad uproszczonym pistoletem z zamkiem swobodnym na nabój 7,65 mm konstrukcji Seidela. Ostateczny model otrzymał oznaczenie HSc, jako trzeci ("c") model pistoletu Mausera z kurkiem zewnętrznym (wbrew starszej literaturze, nie było modeli HSa ani b). W tym czasie firma Sauer zdołała wcześniej wejść na rynek z bardzo udanym pistoletem Sauer 38H, co zwiększyło konkurencję na rynku. W 1939 roku pistolet był gotowy, lecz uruchomienie produkcji wstrzymywał Urząd Uzbrojenia (HWA) z powodu priorytetu produkcji wojskowej u Mausera. Broń ostatecznie trafiła do produkcji w drugiej połowie 1940 roku, dzięki zainteresowaniu nią marynarki (Kriegsmarine), będącej odbiorcą poprzednich pistoletów Mausera. Po wojnie produkowana również była wersja kal. 9 mm, przystosowana do browningowskiego naboju pistoletowego 9 x 17 mm Short (7 nabojów).

## Służba
Mauser HSc był przewidywany w zasadzie na rynek cywilny (głównie licznych w Niemczech formacji mundurowych i paramilitarnych). Wybuch wojny spowodował zainteresowanie bronią ze strony wojska. Pierwsze zamówienie niemieckiej marynarki wojennej, na 1360 sztuk, nadeszło w grudniu 1940. Ogółem w czasie wojny niemieckie wojska lądowe i lotnictwo, otrzymały 137 120 sztuk broni. Dalsze 27 100 egzemplarzy otrzymała marynarka wojenna. Policja otrzymała 28 300 pistoletów. W sumie, do 20 kwietnia 1945 roku, wyprodukowano 251 939 sztuk broni. Po zajęciu fabryki Mausera w Oberndorfie przez wojska francuskie wyprodukowano jeszcze 19 300 dla Francuzów, do 1946 roku. 

## Historia po wojnie
Konstruktor pistoletu Alex Seidl w 1964 roku opracował rozwinięcie HSc – pistolet HK 4, produkowany przez Heckler & Koch w latach 1968-1984 (38 200 sztuk). Produkcję oryginalnego modelu HSc zakłady Mauser wznowiły dopiero w październiku 1968 roku i do grudnia 1977 wyprodukowano 63 118 sztuk, głównie na rynek amerykański. Z tego, 18 868 sztuk na naboje 7,65 mm, a 39 250 sztuk na naboje 9 x 17 mm Browning. Ostatnia limitowana seria 5000 sztuk nosiła nazwę American Eagle.
W 1970 roku licencję na produkcję HSc nabyła włoska firma Gamba, która dalej modernizowała broń. Zamiast 9 x 17, produkowano na rynek cywilny wersję na nabój 9 x 18RB Police. W 1979 roku wypuszczono wersję z magazynkiem dwurzędowym na 12 nabojów 7,65 mm lub 9 nabojów 9 mm, oznaczoną RGP-80, a na eksport Mauser HSc Mod.80, różniącą się wyglądem od oryginału. W 1981 roku opracowano dalszą wersję RGP-81 / HSc Super G15, z magazynkiem na 15 nabojów 7,65 mm lub 13 nabojów 9 mm. Ostatnią wersją pistoletu z połowy lat 90. był SAB G2001, produkowany do 2000 roku.

## Konstrukcja
Broń działa na zasadzie odrzutu zamka swobodnego. Posiada mechanizm uderzeniowy z kurkiem odkrytym i mechanizm spustowy z samonapinaniem. Jest zasilany z magazynka pudełkowego o pojemności 8 nabojów. Zamek, po wystrzeleniu ostatniego naboju, pozostaje w tylnym położeniu. Z lewej strony pistoletu znajduje się bezpiecznik skrzydełkowy.